# 李璆 (朝鮮)
李 璆（イ・グ、永楽17年・世宗元年（1419年） - 成化5年・睿宗元年（1469年））は、李氏朝鮮の王族。字は献之。君号は臨瀛大君。第4代国王世宗の第4王子。母は昭憲王后。第5代国王文宗および第7代国王世祖・安平大君の同母弟。広平大君・錦城大君・平原大君・永膺大君の同母兄。桂陽君の異母兄。第6代国王端宗・第8代国王睿宗の叔父。子は亀城君李浚。娘の中牟県主は廃妃慎氏（第10代国王燕山君の正室）の母で、端敬王后慎氏（第11代国王中宗の最初の正室）の祖母。

## 経歴
1428年に臨瀛大君に封じられる。1430年に安平大君とともに成均館に入学。1442年に元尹となる。なお、同年より当時王世子だった長兄の文宗が父王の摂政となる。1445年の銃筒製作や1450年の活字の製作に関与する。次兄の世祖が政権を握るとこれを補佐する。